# 180 степени
180 степени је седми студијски албум Марка Булата који је објављен 2013. године. Албум је издала издавачка кућа Сити рекордс.